# Meinhardus-Schanzen
Meinhardus-Schanzen – kompleks skoczni narciarskich w niemieckiej miejscowości Meinerzhagen.
Punkt konstrukcyjny największego obiektu usytuowany jest na 62. metrze, zaś HS wynosi 68 metrów. Skocznia wyposażona jest w igelit, zaś jej rekordzistką jest Daniela Iraschko, która w 2004 roku skoczyła 68,5 metra. W skład kompleksu wchodzą również skocznie K35 i K12.

## Skocznia K62

### Parametry
- Punkt konstrukcyjny: 62 m
- Wielkość skoczni (HS): 68 m
- Nachylenie progu: 10,5°
- Nachylenie zeskoku: 35,5°

### Rekordziści skoczni
Rekordzistką skoczni jest Austriaczka Daniela Iraschko, który w 2004 roku uzyskała 68,5 metra. 

## Skocznia K35

### Rekordziści skoczni
Rekordzistką skoczni jest Niemka Magdalena Schnurr, która w 2003 roku uzyskała 35,5 metra. 